# Harmonia (mitologie)

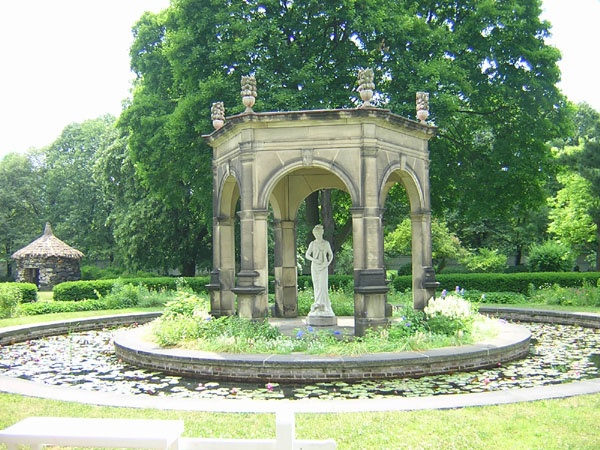
Statuie a Harmoniei, Old Economy Village, Pennsylvania

În mitologia greacă, Harmonia sau Armonia (greacă: Ἁρμονία) era zeița armoniei și înțelegerii. Omologul său roman este Concordia. Zeiței Harmonia i se opunea Eris, al cărei omolog roman este Discordia.
Asteroidul 40 Harmonia îi poartă numele.
1. ↑  Mythes de la Grèce archaïque[*], p. 1390 Verificați valoarea |titlelink= (ajutor)
2. ↑  RSKD / Polydorus[*] Verificați valoarea |titlelink= (ajutor)
3. ↑  Pseudo-Apollodorus[*] Verificați valoarea |titlelink= (ajutor)
4. ↑  IeSBE / Diona, v mifologii[*] Verificați valoarea |titlelink= (ajutor)